# Site historique national de Knife River Indian Villages
 (septembre 2010).
Si vous disposez d'ouvrages ou d'articles de référence ou si vous connaissez des sites web de qualité traitant du thème abordé ici, merci de compléter l'article en donnant les références utiles à sa vérifiabilité et en les liant à la section « Notes et références ».
Le site historique national de Knife River Indian Villages est situé dans l'État du Dakota du Nord aux États-Unis. Il fut créé en 1974 afin de préserver les vestiges historiques et archéologiques des Indiens des Plaines du Nord. Cette région était un pôle d'échange et d’agriculture majeur. Trois villages, connus sous le nom de villages Hidatsa, se trouvaient sur le site : Awatixa Xi’e, Awatixa et le grand village Hidatsa. Awatixa Xi’e est supposé être le village le plus ancien. Le grand village Hidtasa a été établi vers 1600.

## Géographie
Le site est situé dans le centre du Dakota du Nord, un kilomètre au nord de la ville de Stanton, au confluent de la Knife River (rivière au Couteau) et du Missouri. Des paysages de plaine, de rives escarpées ou de forêt sont présents le long de ces deux cours d'eau.

## Histoire

### Vie dans les villages

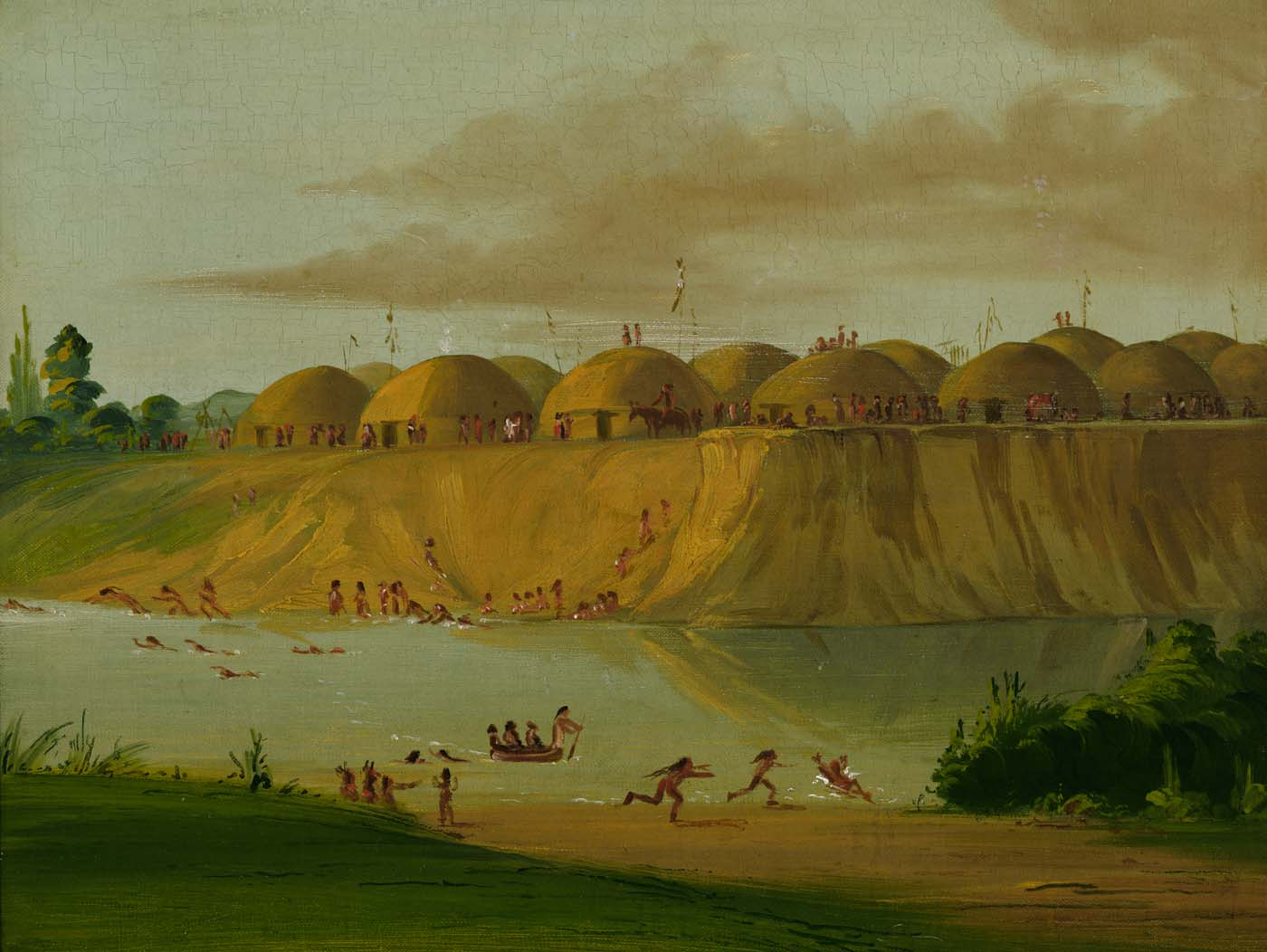
Le grand village Hidatsa peint par George Catlin en 1832.

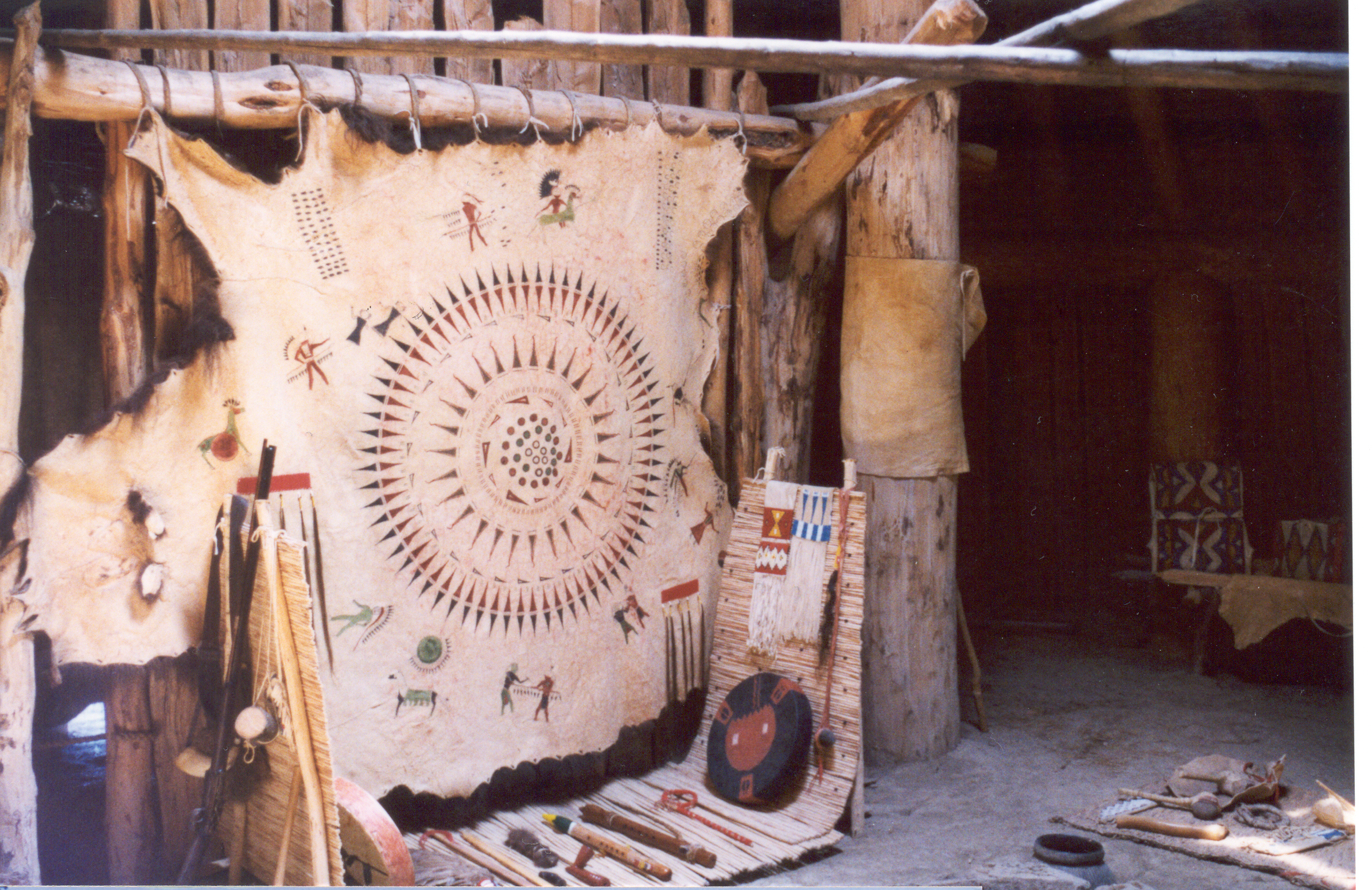
Intérieur d'une habitation.

Des traces d'anciennes huttes de terre, de caches et de chemins sont visibles sur le site. Les habitations ont laissé de larges dépressions circulaires au sol pouvant atteindre 12 mètres de diamètre. Ces habitations étaient construites au niveau du sol et pouvaient abriter entre 10 et 30 personnes. Après leur abandon, les murs et le toit finissaient par s'écrouler laissant les traces circulaires au sol. Le village de Awatixa Xi'e fut établi vers 1525 et celui de Hidatsa vers 1600.
Comme les tribus nomades, les Amérindiens habitant les huttes de terre chassaient le bison mais ils étaient principalement des agriculteurs vivant dans des villages sur le bord du Missouri et de ses affluents.
Les villages étaient placés de façon à pouvoir les défendre facilement, souvent sur une étroite dune avec deux côtés protégés par la rivière et un troisième par une palissade.
Les villages de la Knife River étaient un important centre de commerce et d'agriculture. Les Amérindiens ont servi d'intermédiaire dans le commerce de fourrures, d'armes et de métaux comme le cuivre, depuis le Minnesota jusqu'aux grandes plaines au Sud et au Pacifique à l'Ouest.

### Épidémie de variole
Les villages ont prospéré jusqu'en 1837 lorsqu'une épidémie de variole a décimé la population. Les survivants ont émigré au Nord vers le village de Like-a-Fish-Hook vers 1845. Les épidémies tuèrent 90 % des personnes infectées entre 1837 et 1840. Les deux villages mandans qui furent au contact de l'expédition Lewis et Clark connurent les terribles effets du virus. L'épidémie éclata vers 1804-1805 et sur 1 600 villageois, seuls 31 survécurent. La maladie a été transmise lors du commerce. Malgré les signes avant-coureurs, les Amérindiens continuaient à visiter les postes de traite et à s'exposer au virus. Une fois les villages touchés par la maladie vides, les villages voisins les pillaient et répandaient le virus par le biais des couvertures, chevaux et outils.

## Faune et flore

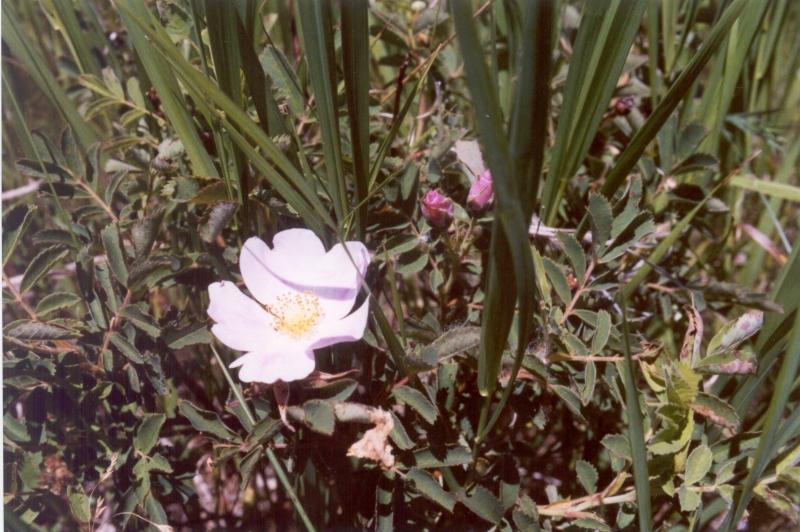
Rosier des prairies.

Quand les Amérindiens habitaient dans la région, le paysage était très différent de celui d'aujourd'hui. Les terres hautes étaient une région de prairie contenant peu d'arbres. Les terres basses situées près du lit des rivières étaient des terres riches et fertiles utilisées par les Amérindiens pour leurs récoltes de blé d'Inde, haricots, courges et tournesol. On y trouvait également des arbres comme le frêne rouge, le peuplier, l'orme d'Amérique et l'érable negundo ainsi que des shépherdies.
En 1974, la région entourant le parc fut modifiée avant de ressembler à ce qu'elle était autrefois afin de préserver la beauté et la valeur historique du site. Elle contient maintenant des prairies, de la forêt, les sites préservés, des zones humides et des barres de sable. Les animaux sauvages se nourrissent des différentes baies présentes.
Les différents zones de végétation abritent de nombreuses espèces d'animaux. Des cerfs de Virginie, coyotes, castors, mouffettes, géomyidés et écureuils peuplent les bois. De nombreux oiseaux sont également présents dans le parc. On y trouve du gibier : dinde, faisan, bernache du Canada, tourterelle triste ; des rapaces : chouette, buse à queue rousse, pygargue à tête blanche, crécerelle ; ainsi que d'autres oiseaux : pélican blanc, oie des neiges et grand Héron. Les rivières Knife et Missouri abritent 36 espèces différentes de mollusques à l'intérieur du parc.
Des insectes sont prélevés dans l'enceinte du parc et analysés. Plus de 200 espèces d'invertébrés ont été identifiées. Les ordres les plus courants sont les coléoptères, diptères, hémiptères et hyménoptères. Un grand nombre de ceux-ci sont importants dans la chaîne alimentaire du parc.
Comme partout ailleurs, le parc lutte contre les espèces invasives exotiques. Les plantes exotiques apparurent quand les Amérindiens et les Européens commencèrent la déforestation. La plupart de ces espèces sont introduites accidentellement mais certaines le furent intentionnellement. On trouve dans le parc, l'euphorbe ésule, la cirse des champs et le mélilot. Le parc inventorie et étudie les espèces animales et végétales afin de décider d'un plan de gestion et de contrôle des espèces invasives.

## Climat

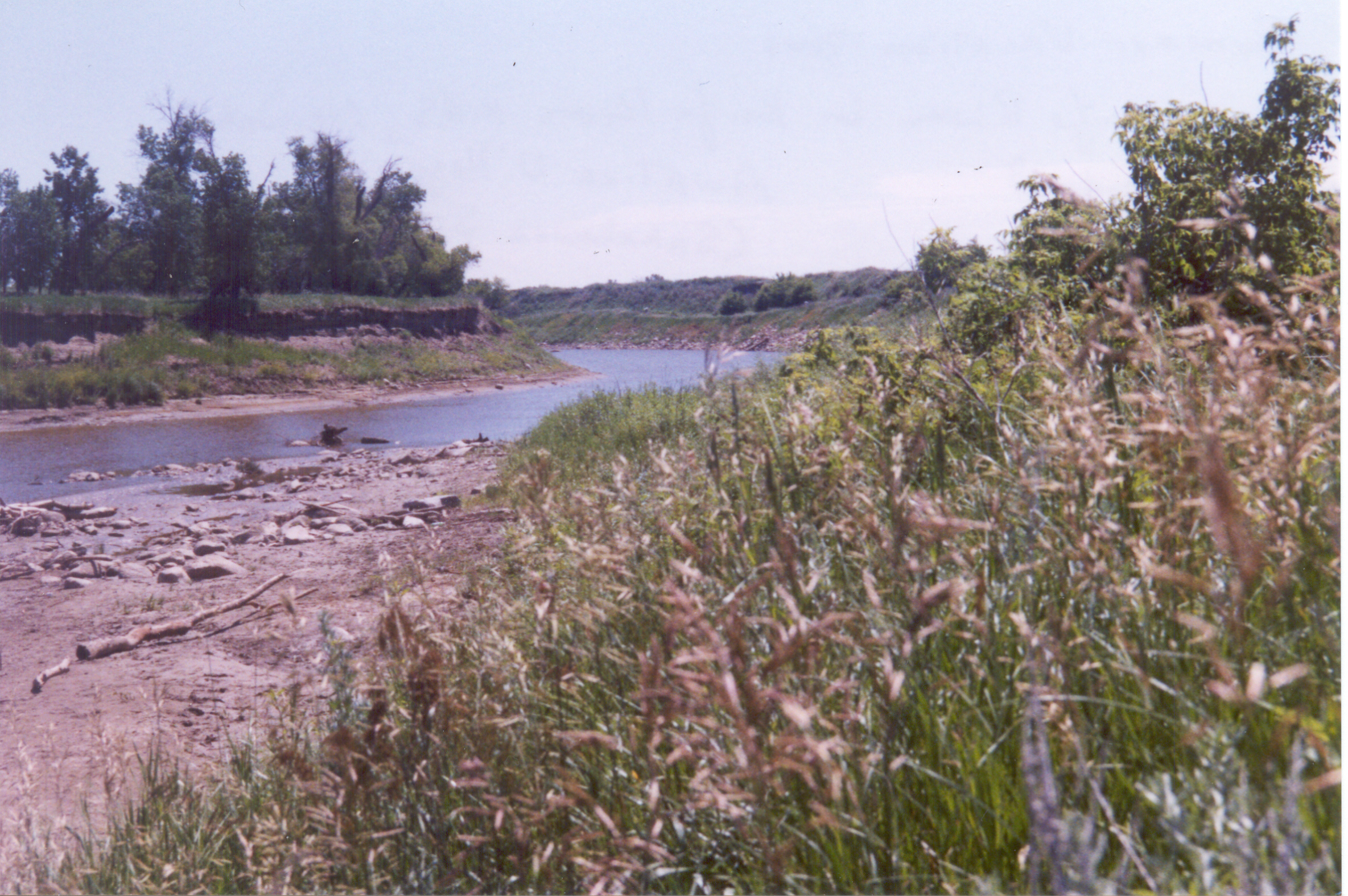
La Knife River au sud du village principal.

Durant les mois d'été, la température peut atteindre 30 °C avec une humidité faible et des vents variables. La température annuelle moyenne est de 4 °C. Les mois d'hiver voient des températures en dessous de −15 °C. Les précipitations annuelles sont d'approximativement 40 centimètres.